# Fez
Fez (en árabe: فاس‎, en lenguas bereberes: ⴼⴰⵙ; en francés: Fès) es la tercera ciudad más poblada de Marruecos, después de Casablanca y Rabat, con una población de 1.112.072 habitantes según el censo de 2014. Es el centro cultural y religioso de Marruecos, así como la capital de la región de Fez-Mequinez y de la prefectura de Fez.
Es una de las cuatro ciudades llamadas imperiales junto a Marrakech, Mequinez y Rabat. En Marruecos está considerada como el centro religioso y cultural del país. Su universidad, famosa por el estudio del árabe y la religión musulmana, la convierte en punto de paso de un gran número de estudiantes marroquíes.
La ciudad se divide en tres zonas: Fès el-Bali, la zona antigua, dentro de las murallas; Fès el-Jadid, la zona nueva, donde se encuentra la Mellah, el barrio judío, y la Ville Nouvelle (Ciudad Nueva), la zona más amplia, creada durante el protectorado francés , en el sur de la ciudad. La medina de Fez el-Bali, la mayor de las dos de la ciudad, es la mayor zona peatonal del mundo, y fue declarada Patrimonio de la Humanidad por la Unesco en 1981. La ciudad cuenta con el Aeropuerto de Fez-Saïss.

## Historia

### Edad Media

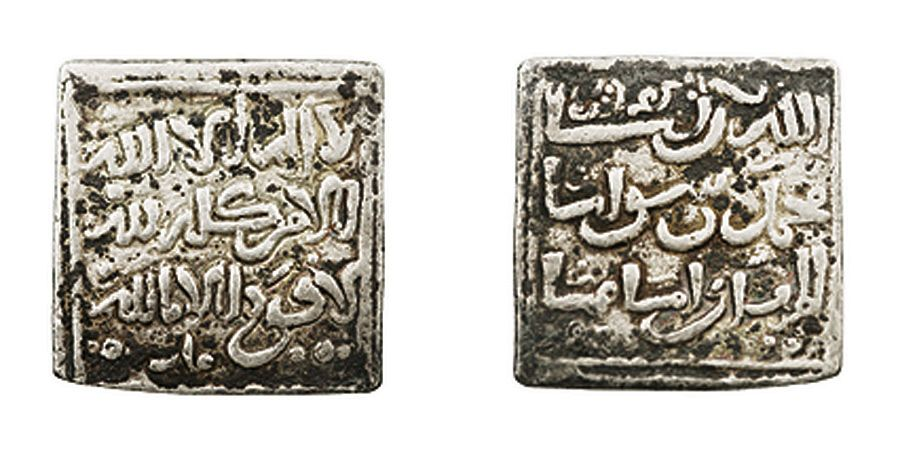
Dírham almohade acuñado en Fez.

La ciudad fue fundada por Idrís I, fundador de la dinastía de los idrisíes, en 789, en la margen occidental del río Fez. Más tarde, en 810, Idrís II fijó su residencia en Fez y la convirtió en la capital de su Estado. En 859, Fatima Al Fihriya construyó la mezquita de Qarawiyyin, la más antigua y una de las más grandes de África, y fundó la Universidad de Qarawiyyin, asociada a esta mezquita, cuyos estudios principales son los religiosos. La emigración árabe recibida por la ciudad proveniente de Córdoba, en al-Ándalus, tras una revuelta en 818, y de Túnez, tras otra rebelión en 824 (concretamente en Kairuán), dio a la ciudad su definitivo carácter árabe frente al de los bereberes. Los dos principales barrios de la ciudad, Adwat al-Qarawiyyin y Adwat al-Andalus, recibieron sus respectivos nombres tras la llegada de los emigrantes árabes.
Tras la llegada al poder de Alí II ibn Umar, las tribus jariyíes de Madyuna, Gayatha y Miknasa crearon un frente común contra los idrisíes, a los que vencieron y ocuparon su capital. Yahya III ibn Al-Qásim condujo a los suyos fuera de la ciudad y se proclamó a sí mismo sucesor de Alí.
La ciudad estaba poblada por musulmanes de todo el norte de África, de Oriente próximo, así como por judíos, quienes tenían su propio barrio o Mellah. Fez se convirtió en el centro religioso y cultural de Marruecos, donde musulmanes y cristianos de toda Europa realizaron y siguen realizando sus estudios. Es conocida por ser cuna y principal productora de los azulejos zelliege
En 1233 se fundó una diócesis católica; aunque se ignora hasta cuándo funcionó, constan tres obispos hasta el año 1578. Fez fue el centro del reino de Fez. Se convirtió en capital del sultanato watásida en 1472. Una gran cantidad de musulmanes y judíos emigraron a Fez tras la toma de Granada por los Reyes Católicos en 1492 y tras el Edicto de Granada, por el que se tomó la decisión de expulsar a los judíos de los reinos hispánicos bajo el gobierno de los Reyes Católicos. En 1522, la ciudad sufrió un terremoto que la asoló, pero fue reconstruida en los años siguientes. En 1554 es conquistada por los saaditas, que fijaron su capital en Marrakesh.

### Edad Moderna
A finales del siglo XVII, Mulay Ismaíl, sultán de Marruecos, de la dinastía alauita, eligió Mequinez como nueva capital e instaló en Fez al clan de los Udaia, que le habían ayudado a obtener el poder. Tras la muerte de Mulay Ismaíl en 1727, los Udaia se rebelaron, pero finalmente fueron expulsados de la ciudad, y Fez volvió a ser la capital del reino.

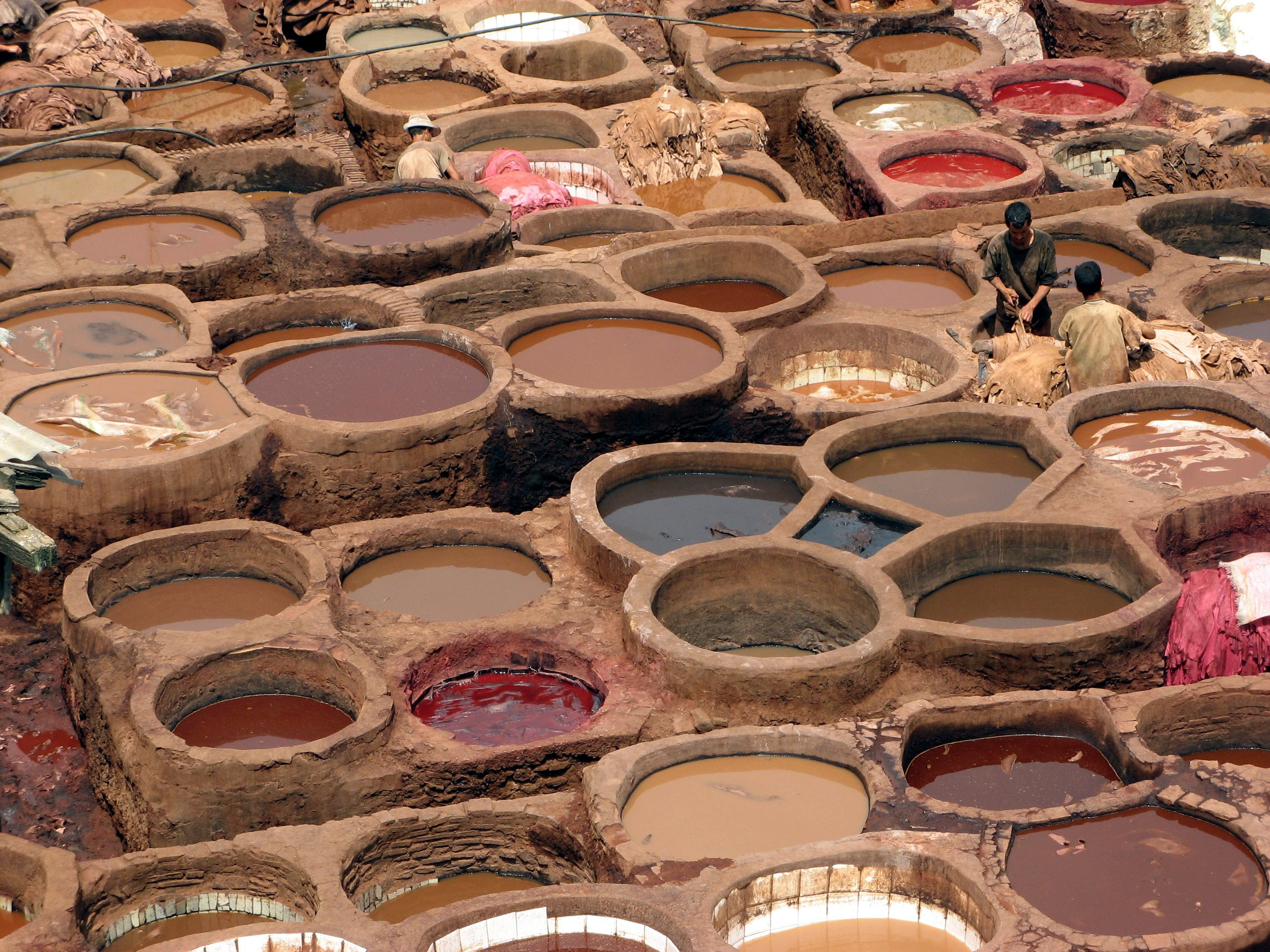
Cubas de una curtiduría de Fez

Hasta el siglo XIX, la ciudad fue el único productor de gorros de Fez, hasta que Francia y Turquía empezaron también a elaborar este producto. Fueron muy importantes las curtidurías de piel, siendo la principal productora de adargas. La ciudad se convirtió en uno de los principales centros comerciales del Magreb.

### Edad Contemporánea

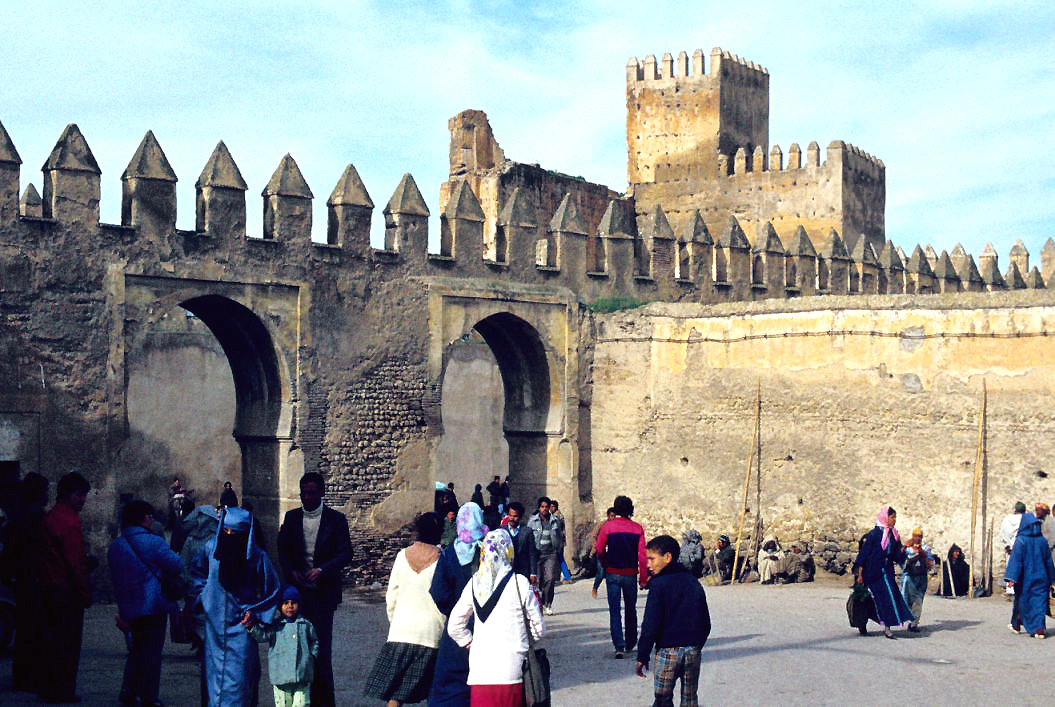
Lugareños a comienzos de la década de 1980

La ciudad de Fez fue la capital de Marruecos durante varios periodos de la historia del país africano, pero perdió definitivamente esa condición con la ocupación colonial francesa. En 1912, la mayor parte de Marruecos pasó a formar parte del Imperio colonial francés, y la capital de la nueva colonia fue Rabat, que mantuvo su estatus tras la independencia en 1956. Ese mismo año, la población judía de la ciudad desapareció casi por completo, en parte por los amotinamientos de la población árabe, pero no contra ellos, sino que muchos judíos se fueron por ser sionistas y otros que no lo eran se fueron a Canadá o Francia en búsqueda de un futuro mejor. Durante la época bajo control francés, se construyó la parte moderna de la ciudad, conocida con el nombre francés de Ville Nouvelle, que es el centro comercial de la ciudad.

## Geografía
La ciudad está dividida entre su medina histórica (los dos distritos amurallados de Fez el-Bali y Fez Jdid) y la ahora mucho más grande Ville Nouvelle (Ciudad Nueva), junto con varios barrios modernos periféricos. La ciudad vieja se encuentra en un valle a lo largo de las orillas del Oued Fez (río Fez), justo encima de su confluencia con el río Sebou más grande al noreste. El río Fez toma sus fuentes desde el sur y el oeste y se divide en varios canales pequeños que abastecen de agua a la ciudad histórica. Éstos, a su vez, desembocan en el Oued Bou Khrareb, el tramo del río que pasa por el centro de Fez el-Bali y separa el barrio de Qarawiyyin del barrio andalusí. 
La nueva ciudad ocupa una meseta al borde de la llanura de Saïs. Este último se extiende hacia el oeste y el sur y está ocupado en gran parte por tierras de cultivo. A unos 15 km al sur de Fez el-Bali se encuentra el principal aeropuerto de la región, Fes-Saïs. Más al sur se encuentra la ciudad de Sefrou, mientras que la ciudad de Meknes, la siguiente ciudad más grande de la región,se encuentra al suroeste.

## Clima
| Parámetros climáticos promedio de Fes | Parámetros climáticos promedio de Fes | Parámetros climáticos promedio de Fes | Parámetros climáticos promedio de Fes | Parámetros climáticos promedio de Fes | Parámetros climáticos promedio de Fes | Parámetros climáticos promedio de Fes | Parámetros climáticos promedio de Fes | Parámetros climáticos promedio de Fes | Parámetros climáticos promedio de Fes | Parámetros climáticos promedio de Fes | Parámetros climáticos promedio de Fes | Parámetros climáticos promedio de Fes | Parámetros climáticos promedio de Fes |
| Mes                                   | Ene.                                  | Feb.                                  | Mar.                                  | Abr.                                  | May.                                  | Jun.                                  | Jul.                                  | Ago.                                  | Sep.                                  | Oct.                                  | Nov.                                  | Dic.                                  | Anual                                 |
| ------------------------------------- | ------------------------------------- | ------------------------------------- | ------------------------------------- | ------------------------------------- | ------------------------------------- | ------------------------------------- | ------------------------------------- | ------------------------------------- | ------------------------------------- | ------------------------------------- | ------------------------------------- | ------------------------------------- | ------------------------------------- |
| Temp. máx. abs. (°C)                  | 25.0                                  | 30.5                                  | 33.3                                  | 37.0                                  | 40.8                                  | 44.0                                  | 46.7                                  | 44.4                                  | 41.7                                  | 37.5                                  | 31.2                                  | 27.0                                  | 46.7                                  |
| Temp. máx. media (°C)                 | 14.7                                  | 16.2                                  | 18.5                                  | 21.9                                  | 25.6                                  | 31.3                                  | 35.8                                  | 35.6                                  | 30.7                                  | 25.4                                  | 18.7                                  | 15.3                                  | 24.1                                  |
| Temp. mín. media (°C)                 | 4.1                                   | 5.4                                   | 6.3                                   | 8.9                                   | 11.8                                  | 14.7                                  | 18.4                                  | 18.6                                  | 16.1                                  | 12.6                                  | 7.7                                   | 4.9                                   | 10.8                                  |
| Temp. mín. abs. (°C)                  | -8.2                                  | -4.9                                  | -2.5                                  | -0.5                                  | 0.0                                   | 4.9                                   | 8.5                                   | 9.2                                   | 5.9                                   | 0.0                                   | -1.4                                  | -5.0                                  | -8.2                                  |
| Lluvias (mm)                          | 84.6                                  | 81.1                                  | 71.3                                  | 48.0                                  | 24.1                                  | 6.4                                   | 1.2                                   | 2.9                                   | 17.7                                  | 41.5                                  | 88.5                                  | 82.2                                  | 549.5                                 |
| Fuente: Hong Kong Observatory         |                                       |                                       |                                       |                                       |                                       |                                       |                                       |                                       |                                       |                                       |                                       |                                       |                                       |

## Monumentos, edificios representativos y lugares de interés

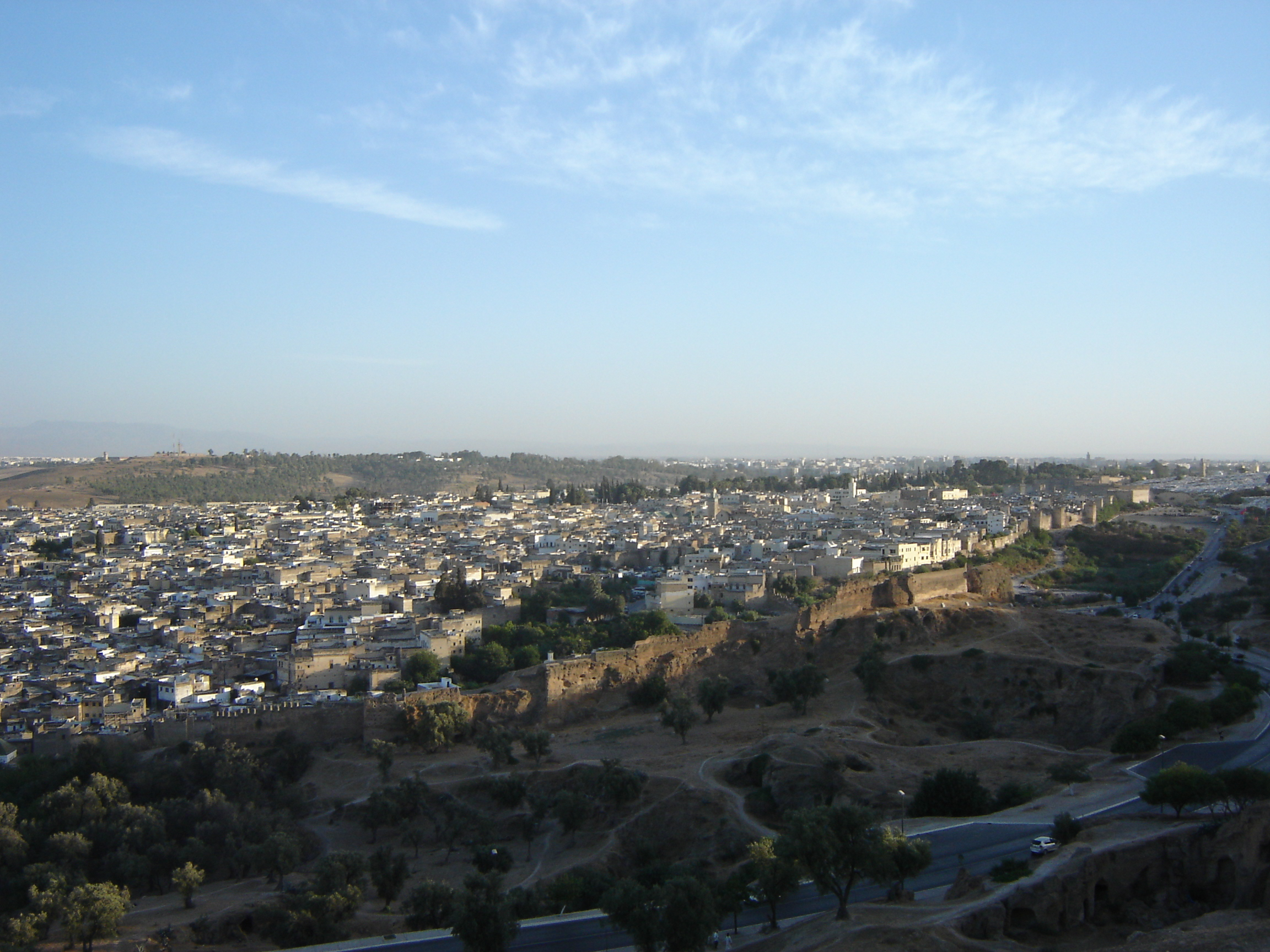
Vista de Fez.

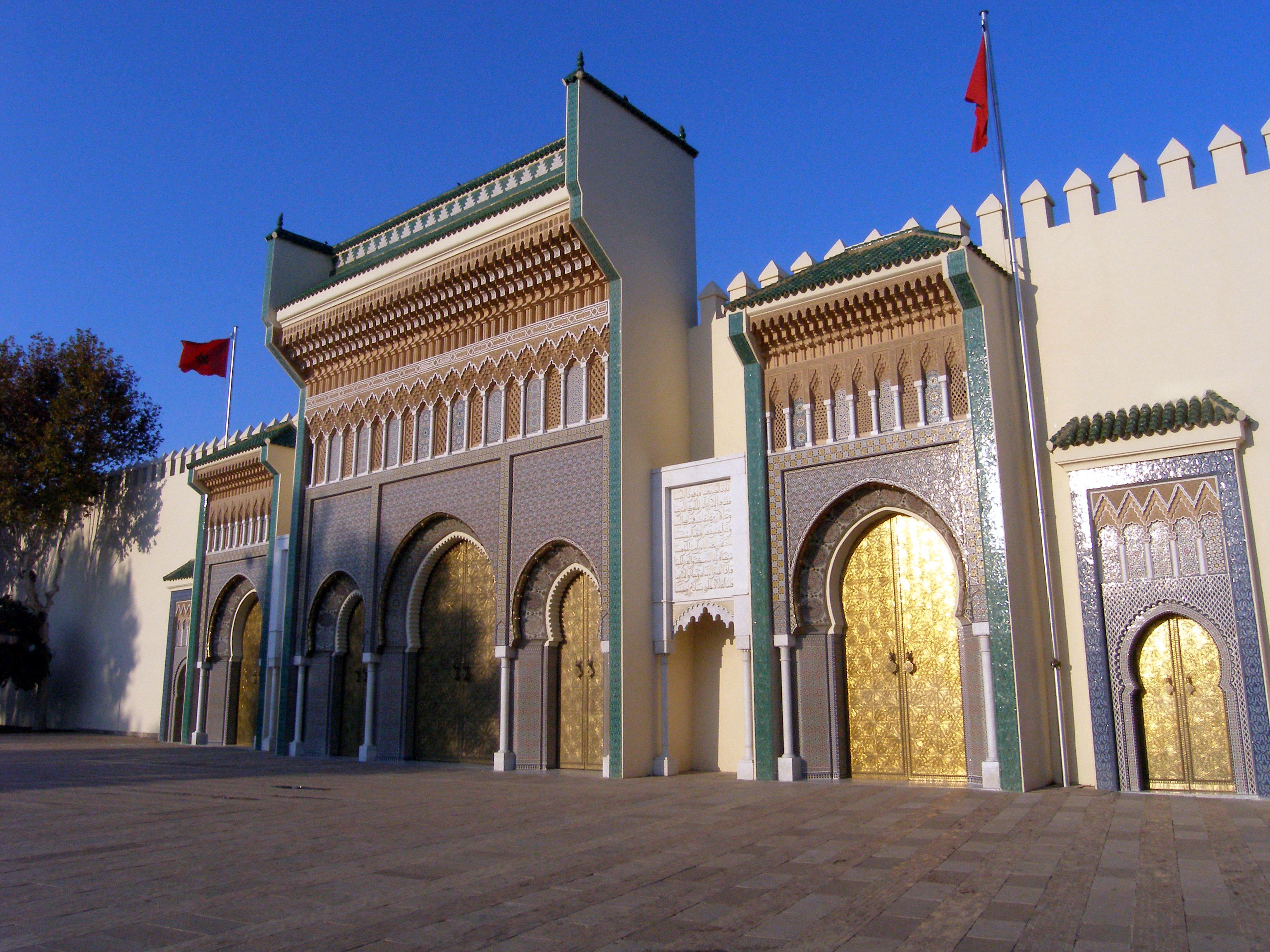
Palacio real de Fez.

Su medina es Patrimonio de la Humanidad desde 1981.
- Mezquita de El-Qaraouiyyîn
- Museo del palacio Batha
- Madraza de Bou Inania
- Mezquita de Ech-Cherabliyyîn
- Mausoleo de Moulay Idris
- Museo Nejjarîn
- Madraza de El-Attarîn
- Mezquita de los andalusíes
- Madraza de Es-Sahrij
- Plaza de los teñidores
- Fortaleza Norte
- Las Tumbas Merínidas
- Fez el-Bali (la medina medieval de la ciudad)
- Fez el-Jedid (la nueva medina de Fez)
- La Mellah
- Fortificaciones de Fez